# Deuxième Intifada sahraouie
 (mai 2023).
La mise en forme du texte ne suit pas les recommandations de Wikipédia : il faut le « wikifier ».
Les points d'amélioration suivants sont les cas les plus fréquents. Le détail des points à revoir est peut-être précisé sur la page de discussion.
- Les titres sont pré-formatés par le logiciel. Ils ne sont ni en capitales, ni en gras.
- Le texte ne doit pas être écrit en capitales (les noms de famille non plus), ni en gras, ni en italique, ni en « petit »…
- Le gras n'est utilisé que pour surligner le titre de l'article dans l'introduction, une seule fois.
- L'italique est rarement utilisé : mots en langue étrangère, titres d'œuvres, noms de bateaux, etc.
- Les citations ne sont pas en italique mais en corps de texte normal. Elles sont entourées par des guillemets français : « et ».
- Les listes à puces sont à éviter, des paragraphes rédigés étant largement préférés. Les tableaux sont à réserver à la présentation de données structurées (résultats, etc.).
- Les appels de note de bas de page (petits chiffres en exposant, introduits par l'outil «  Source ») sont à placer entre la fin de phrase et le point final[comme ça].
- Les liens internes (vers d'autres articles de Wikipédia) sont à choisir avec parcimonie. Créez des liens vers des articles approfondissant le sujet. Les termes génériques sans rapport avec le sujet sont à éviter, ainsi que les répétitions de liens vers un même terme.
- Les liens externes sont à placer uniquement dans une section « Liens externes », à la fin de l'article. Ces liens sont à choisir avec parcimonie suivant les règles définies. Si un lien sert de source à l'article, son insertion dans le texte est à faire par les notes de bas de page.
- La présentation des références doit suivre les conventions bibliographiques. Il est recommandé d'utiliser les modèles {{Ouvrage}}, {{Chapitre}}, {{Article}}, {{Lien web}} et/ou {{Bibliographie}}. Le mode d'édition visuel peut mettre en forme automatiquement les références.
- Insérer une infobox (cadre d'informations à droite) n'est pas obligatoire pour parachever la mise en page.

Pour une aide détaillée, merci de consulter Aide:Wikification.
Si vous pensez que ces points ont été résolus, vous pouvez retirer ce bandeau et améliorer la mise en forme d'un autre article.
L'Intifada de l'Indépendance ou plus connue sous le nom de « Deuxième Intifada sahraouie » (le mot intifada est traduit par « soulèvement » en arabe) aussi appelée Intifada de mai, est un terme militant sahraoui désignant une série de troubles, de manifestations et d'émeutes qui ont éclaté en mai 2005[réf. nécessaire] dans les parties du Sahara occidental et du sud du Maroc contrôlées par le Maroc. Cet événement a également été appelé l'Intifada d'El-Aaiun par les mêmes sources.Modèle:Référence nécProvinces du Sud (Maroc)essaire

## Contexte
Le Sahara occidental, anciennement "Sahara espagnol", a été revendiqué par le Maroc en 1975, à la suite du retrait du territoire de l'Espagne. Une guerre avec le Front Polisario, représentant de la population indigène sahraouie selon les Nations unies, soutenu par l'Algérie voisine, a dès lors débuté. En 1991, un cessez-le-feu a été convenu, sous la condition d'un référendum sur l'autodétermination (y compris les options d'indépendance ou d'intégration au Maroc). Depuis 1991, les conditions de mise en place d'un référendum ont fait l'objet d'années de différends entre les parties, bien que le cessez-le-feu continue de tenir malgré les tensions qui subsistent des deux côtés. Le Maroc contrôle la majorité du territoire (près de 80%), les forces du Polisario contrôlant une croupe (estimé à 20%). Une mission de la MINURSO de l'ONU patrouille la ligne de démarcation.
L'activité politique sahraouie dans les parties du Sahara occidental sous contrôle marocain reste sévèrement réduite et les répressions policières et les disparitions forcées ont été une réponse fréquente aux protestations civiles, d'après les membres du Front Polisario. Le climat politique s'est progressivement détendu dans les années 1990, après le cessez-le-feu, suivi d'une importante libéralisation du Maroc. Depuis la libéralisation politique du Royaume chérifien, des manifestations intermittentes ont lieu et des groupes affiliés au Polisario ont déclaré des "intifadas mineures" en 1999 et 2000, aboutissant souvent à l'arrestation de dizaines de manifestants,.

## Manifestations et arrestations
Les manifestations ont commencé le 21 mai 2005 à Laâyoune, après que des proches protestant contre le transfert d'un prisonnier sahraoui accusé de trafic de drogue et d'insulte à la monarchie marocaine vers une prison d'Agadir au Maroc, ont été violemment dispersés par la police, provoquant de nouvelles manifestations au cours des jours qui ont suivi. Les manifestations se sont propagées fin mai à d'autres villes du Sahara occidental, telles que Smara et Dakhla, et ont été accompagnées de manifestations d'étudiants sahraouis vivant dans des villes marocaines telles qu'Agadir, Casablanca, Fès, Marrakech et Rabat. Les unités de sécurité publique marocaines ont réprimé les troubles, bien que certaines manifestations pro-indépendance ultérieures aient éclaté par la suite, dont la plus récente a été signalée en novembre 2005. Le 30 octobre 2005, un premier décès a été enregistré lorsque Hamdi Lembarki, 31 ans, est décédé après ce que les organisations de défense des droits de l'homme ont assuré qu'il s'agissait de brutalités policières lors de son arrestation, bien que les autorités marocaines aient d'abord attribué sa mort à un accident,.
Plus d'une centaine de manifestants sahraouis pro-Polisario auraient été arrêtés par les autorités marocaines d'après les dires de l'organisation internationale des droits de l'homme, et une trentaine de manifestants et de militants sahraouis bien connus des droits de l'homme ont été emprisonnés à l'issue de procès sommaires. Parmi eux figurent l'ancien prisonnier politique Ali Salem Tamek (qui n'a participé directement à aucune manifestation, mais a été arrêté à son retour de l'étranger), le militant des droits de l'homme Mohamed Elmoutaoikil et Aminatou Haidar, une ancienne disparue. Une campagne internationale pour sa libération a été signée par 178 membres du Parlement européen, et elle a été nommée comme candidate au prix Sakharov,. Une grève de la faim de 50 jours de tous les Sahraouis arrêtés a mis la santé de plusieurs en danger, et l'action a été avortée.
Le 14 décembre 2005, 14 sahraouis indépendantistes et militants des droits de l'homme, dont les militants susmentionnés et la plupart des autres dirigeants politiques sahraouis pro-Polisario, ont été condamnés à des peines pouvant aller entre six mois de prison à trois ans d'incarcération par un tribunal d'El-Aaiún, avec pour motifs : "trouble à l'ordre public", "appartenance à des associations illégales", "incitation à l'agitation", "atteinte aux biens publics" et "émeutes". Les accusés ont formellement nié les accusations de recours à la violence. Amnesty International et Human Rights Watch ont toutes deux exprimé de vives inquiétudes au sujet des procès, soulignant des informations faisant état de tortures et d'abus antérieurs de certains des prisonniers,.

## Réactions internationales
De nombreuses organisations internationales de défense des droits de l'homme ont montré leur intérêt pour les allégations d'abus marocains à l'encontre de manifestants sahraouis. L'organisation Amnesty International a demandé l'ouverture d'une enquête sur les faits présumés de torture de prisonniers et a appelé à des procès équitables. Elle a également formulé le souhait d'une libération des prisonniers politiques. Cela a été repris par Human Rights Watch et d'autres associations.
Le Maroc a limité l'accès sur le territoire du Sahara Occidental aux journalistes et diplomates, affirmant que leur présence publique est utilisée par des militants pro-Polisario pour déclencher davantage d'émeutes. Des missions d'enquête de pays européens se sont vu refuser l'accès au territoire, dont plusieurs délégations parlementaires de haut rang et des ambassadeurs étrangers au Maroc. Plusieurs journalistes étrangers, principalement européens, mais aussi des correspondants d'Al Jazeera, ont été expulsés après avoir interviewé des manifestants, et d'autres ont été empêchés de s'y rendre. En novembre 2005, les autorités marocaines ont fermé plusieurs sites web pro-indépendance ou pro-Polisario. Cette action a été condamnée par Reporters sans frontières, pouvant être interprété comme un acte de censure sur Internet.
Le Parlement européen a voté à 98 voix en faveur, 1 voix s'est abstenue et aucune voix contre, une résolution d'octobre 2005 qui déplorait les expulsions de journalistes suivant le soulèvement et réclamait la « libération immédiate » des prisonniers politiques.